# 子安峻
子安 峻（こやす たかし、1836年2月18日（天保7年1月2日）- 1898年（明治31年）1月15日）は、明治時代に活動した日本のジャーナリスト、実業家、英語学者である。初代読売新聞社長を務めた。幼名は鉄五郎。号は悟風。

## 経歴・人物
美濃大垣藩士であった子安宗茂とその妻であったまきとの子として生まれる。後に大村益次郎及び佐久間象山の門下となり、蘭学や砲術、英語学等多彩な学問を学んだ。明治維新後に外務省や神奈川裁判所に勤め、翻訳官を務めた。また同時期に本野盛亨や柴田昌吉らと親交を持ち、彼らと共に弁天町に活版印刷所の日就社の設立に携わった。
これによって、1874年（明治7年）に読売新聞社を創立し、初代社長に就任した。1877年（明治10年）に外務省から退官するも、1880年（明治13年）には貿易会社「扶桑協会」の設立に携わったり、日本銀行の初代監事を務める等、実業家としても活動した。1889年（明治22年）に退任した後に独立し、自身の新聞を創刊するも失敗に終わるなど不遇の晩年を過ごした。

## 発行物・著作物

### 新聞
- 『横浜毎日新聞』（1870年）[4]
- 『読売新聞』（1874年）
- 『いさみ新聞』（1893年）- 独立後に発行[2][4]。

### その他
- 『付音挿図英和字彙』- 柴田[3]、本野[1]との共著。